# Lista di titoli di stato
Questa è una lista di categorie dei titoli di Stato di tutto il mondo.

## Emittenti principali
| Moneta   | Paese       | Nome generico                          | Rating (S&P/Moody's) | Debito negoziabile a metà del 2015 (equivalente in miliardi di dollari USA) | Passività finanziarie dello Stato in% del PIL (fine del 2003 - fonte: OCSE) | Emittente                         | Sito internet |
| -------- | ----------- | -------------------------------------- | -------------------- | --------------------------------------------------------------------------- | --------------------------------------------------------------------------- | --------------------------------- | ------------- |
| Yen      | Giappone    | Titoli di stato giapponesi             | AA-/A2               | 9.074                                                                       | 157.5%                                                                      | Ministro delle Finanze giapponese | Sito          |
| Dollari  | Stati Uniti | US Treasuries                          | AA+/Aaa              | 18.150                                                                      | 62.5%                                                                       | Bureau of the Public Debt         | Sito          |
| Euro     | Italia      | BTP                                    | BBB/Baa3             | 2.571                                                                       | 120.9%                                                                      | Dipartimento del Tesoro           | Sito          |
| Euro     | Francia     | Obligation assimilable du Trésor (OAT) | AA/Aa2               | 2.304                                                                       | 71.2%                                                                       | Agence France Trésor              | Sito          |
| Euro     | Germania    | Bund                                   | AAA/Aaa              | 1.750                                                                       | 65.1%                                                                       | Finanzagentur GmbH                | Sito          |
| Sterlina | Regno Unito | Gilt                                   | AA/Aa2               | 2.609                                                                       | 42.0%                                                                       | UK Debt Management Office         | Sito          |
| Rupia    | India       | G-sec                                  |                      |                                                                             |                                                                             | Reserve Bank of India             |               |

## Dati per Paese

### Asia

#### Giappone(AA-/A2)
Emessi da: Ministero delle Finanze del Giappone
- Titoli di Stato giapponesi (JGB)
  - Obbligazioni entrate / obbligazioni ordinarie

Fatture finanziamento **
- - Sovvenzione obbligazioni
  - Obbligazioni abbonamento
  - Obbligazioni contributo

Obbligazioni Demand ** (Kokusai Kofu)
- - Obbligazioni index linked (JGBi)

Ministry of Finance

#### Hong Kong
Emesso da: Hong Kong Monetary Authority
- Programma dei titoli di Stato Hong Kong Government Bond Programme - Overview - Introduction

#### Cina(AA-/A+/A1)
Emesso da: Ministry of Finance
- Ministero delle Finanze

### Europa

#### Eurozona

##### Austria(AA+/A-1+)
Emesso da: Österreichische Bundesfinanzierungsagentur, l'Agenzia di finanziamento federale austriaco
- Titoli di Stato
- Programma di emissione di debito (DIP DIP e 144A)
- Euro Medium Term Note (EMTN)
- Programmi ATB

Österreichische Bundesfinanzierungsagentur

##### Belgio(AA/Aa1)
Emesso da: Agentschap van de schuld/Agence de la Dette, l'agenzia del debito belga
- Belgian Treasury Bills (BTB) - bills, tap-issued
- Certificats de Trésorerie (TA)- le bollette
- Obblighi ordinaires LINEAIRES (OLO)- obbligazioni

Agentschap van de schuld/Agence de la Dette

##### Finlandia(AAA/Aaa)
Emesso da: Valtiokonttori, la Tesoreria di Stato in Finlandia
- Titoli di Stato
- Obbligazioni Yield
- Programma EMTN
- Government Treasury Bills

Valtiokonttori

##### Francia(AA+/A-1+)
Emesso: Agence France Trésor, l'agenzia del debito francese
- OAT
  - Bon du Trésor à taux fixe et à intérêt précompté (BTF) - fatture con scadenze fino ad 1 anno
  - BTAN - titoli da 1 a 6 anni
  - Obligations assimilables du Trésor (OAT) - obbligazioni da 7 a 50 anni
  - TEC10 OAT - obbligazioni a tasso variabile indicizzato in costante maturazione dei renfimenti OAT a 10 anni
  - OATi - Obbligazioni indicizzate francesi
  - OAT€i - Obbligazioni indicizzate all'inflazione dell'Eurozona

Agence France Trésor

##### Germania(AAA/Aaa)
Emesso da: Finanzagentur GmbH, l'agenzia tedesca del debito
- Obbligazioni
  - Bubill
  - Bundesschatzanweisungen (Schätze) - 2 anni
  - Bundesobligationen (Bobls) - 5 anni
  - Bundesanleihen (Bunds and Buxl) - da 10 a 30 anni

Finanzagentur GmbH

##### Grecia(BB+/A3)
Emesso da: Γενικό Λογιστήριο του Κράτους, l'ufficio della ragioneria generale
Debito negoziabili: 190 miliardi di Euro il 30 giugno 2005
Γενικό Λογιστήριο του Κράτους

##### Italia(BBB/Baa3)
Emesso da: Dipartimento del Tesoro
- Obbligazioni
  - Buono ordinario del tesoro (BOT) - fino ad 1 anno
  - Certificato del tesoro zero-coupon (CTZ) - fino a 2 anni
  - Buono del tesoro poliennale (BTP) - obbligazioni
  - Certificato di credito del tesoro (CCT) - obbligazioni a tasso variabile
  - BTP Indicizzato all'inflazione - obbligazioni legati all'inflazione

Dipartimento del Tesoro

##### Paesi Bassi(AA+/Aaa)
Emesso da: Agentschap van het ministerie van Financiën, Agenzia del Tesoro dei Paesi Bassi
- DTC (Dutch Treasury Certificates) - certificati del tesoro
- DSL (Dutch State Loans) - obbligazioni

Agenzia del tesoro olandese

##### Spagna(BBB+/A-2)
Emesso da: Tesoro Público, il Tesoro spagnolo 
- Letras del Tesoro - certificati del Tesoro
- Bonos del Estado - obbligazioni 2–5 anni
- Obligaciones del Estado - obbligazioni 5+ anni

Tesoro Público

#### Non-Eurozona

##### Svezia(AAA/Aaa)
Emesso da: Riksgäldskontoret, l'ufficio svedese del debito nazionale
Riksgäldskontoret

##### Regno Unito(AAA/Aaa)
Emesso da: Ufficio della gestione del debito britannico
- Gilts
  - Conventional Gilts
  - Index-linked Gilts
  - Double-Dated Gilts
  - Undated Gilts (Consols e War Loan)
  - Gilt Strips

UK Debt Management Office

##### Islanda(BB+)
Emesso da: Lánasýsla ríkisins, l'ufficio della gestione del debito islandese
- HFF bonds, su bonds.is (archiviato dall'url originale il 4 marzo 2005).
- Housing bonds, su bonds.is (archiviato dall'url originale il 4 marzo 2005).
- Housing authority bonds, su bonds.is (archiviato dall'url originale il 4 marzo 2005).

National Debt Management Agency

##### Bulgaria(Baa3 Stable/Baa3)
Emesso da: Ministro delle finanze bulgaro
- Policy Statement, su minfin.government.bg. URL consultato il 27 gennaio 2011 (archiviato dall'url originale il 9 novembre 2008).

### Nord America

#### Stati Uniti(AA+/Aaa)
Emesso da: Ufficio di presidenza del debito pubblico
- US Treasuries
  - Treasury bill
  - Treasury note
  - Treasury bond
  - TIPS
  - Savings bond

Ufficio di presidenza del debito pubblico

#### Canada(AAA/Aaa)
Emesso da:
- Canada Bond - fixed rate
- Real return bond (RRB) - inflation-indexed
- Canada Savings Bond (CSB)
- Ontario Savings Bond
- Saskatchewan Savings Bond

## Tabella dei rating
| Moody's   | Moody's    | S&P       | S&P        | Fitch     | Fitch      |                                                 |
| --------- | ---------- | --------- | ---------- | --------- | ---------- | ----------------------------------------------- |
| Long Term | Short Term | Long Term | Short Term | Long Term | Short Term |                                                 |
| Aaa       | P-1        | AAA       | A-1+       | AAA       | A1+        | Di prima qualità                                |
| Aa1       | P-1        | AA+       | A-1+       | AA+       | A1+        | Alta qualità                                    |
| Aa2       | P-1        | AA        | A-1+       | AA        | A1+        | Alta qualità                                    |
| Aa3       | P-1        | AA-       | A-1+       | AA-       | A1+        | Alta qualità                                    |
| A1        | P-1        | A+        | A-1        | A+        | A1         | Di grado medio-alto                             |
| A2        | P-1        | A         | A-1        | A         | A1         | Di grado medio-alto                             |
| A3        | P-2        | A-        | A-2        | A-        | A2         | Di grado medio-alto                             |
| Baa1      | P-2        | BBB+      | A-2        | BBB+      | A2         | Di grado medio-inferiore                        |
| Baa2      | P-3        | BBB       | A-3        | BBB       | A3         | Di grado medio-inferiore                        |
| Baa3      | P-3        | BBB-      | A-3        | BBB-      | A3         | Di grado medio-inferiore                        |
| Ba1       | Not Prime  | BB+       | B          | BB+       | B          | Grado di Non-Investimento Speculativi           |
| Ba2       | Not Prime  | BB        | B          | BB        | B          | Grado di Non-Investimento Speculativi           |
| Ba3       | Not Prime  | BB-       | B          | BB-       | B          | Grado di Non-Investimento Speculativi           |
| B1        | Not Prime  | B+        | B          | B+        | B          | Altamente speculativo                           |
| B2        | Not Prime  | B         | B          | B         | B          | Altamente speculativo                           |
| B3        | Not Prime  | B-        | B          | B-        | B          | Altamente speculativo                           |
| Caa       | Not Prime  | CCC+      | C          | CCC       | C          | Rischi sostanziali                              |
| Ca        | Not Prime  | CCC       | C          | CCC       | C          | Estremamente speculativi                        |
| C         | Not Prime  | CCC-      | C          | CCC       | C          | In default con poche prospettive di salvataggio |
| /         | Not Prime  | D         | /          | DDD       | /          | In default                                      |
| /         | Not Prime  | D         | /          | DD        | /          | In default                                      |
| /         | Not Prime  | D         | /          | D         | /          | In default                                      |